# Somatina obscuriciliata
Somatina obscuriciliata är en fjärilsart som beskrevs av Eugen Wehrli 1924. Somatina obscuriciliata ingår i släktet Somatina och familjen mätare. Inga underarter finns listade i Catalogue of Life.